# オーヴォ
オーヴォ（ポルトガル語: Ovo）はシルク・ドゥ・ソレイユのサーカス演目であり、移動公演のひとつ。

## 歴史
2009年に初演。日本公演は2014年から2015年に、シルク・ドゥ・ソレイユ創設30周年フジテレビ開局55周年として主催、ダイハツ工業特別協賛で開催。約2年ぶりのビッグトップでの日本ツアーで、東京公演では、初のお台場開催。大阪公演(中之島ビッグトップ)、名古屋公演(ナゴヤドーム北)、福岡公演(筥崎宮外苑)、仙台公演あすと長町)と続く。

## キャスト
(情報は2014年の日本公演時のもの)
メインキャラクター
- マスター・フリップ(FLIPO) Joseph Collard
- フォーリナー(FOREGNER) 谷口博教
- レディバグ(LADYBUG) Michelle Matlock

他に蛍、トンボ、蜘蛛、蝶、蟻、ノミ、スカラベ、コオロギ、ゴキブリの役で56名。

## パフォーマンス
- Opening オープニング
- Orvalho オーバロ(ハンドバランス)
- Ants アンツ(フットジャグリング)
- Butterflies バタフライ(エアリアル (サーカス))
- Diaboloディアボロ
- Creaturaクリーチュラ
- Flying Act フライング・アクト(空中ブランコ)
- Web ウェブ(軟体芸)
- Acrosport アクロスポーツ(アクロバット)
- Slacwire スラックワイヤ(綱渡り)
- The Wall ウォール(壁とトランポリンを使った芸)
- Finale フィナーレ

## その他
クーザまでのビッグトップ公演では、エントランスにコンピュータ端末でアンケート受付・記入の設備があったが、スマートフォン普及でアンケート受付がQRコード(QRコードが入力できない場合は空メールアドレス入力)に変わった。
名古屋公演では、名古屋ドッグの名称で、小倉餡にマーガリンのサンドとエビフライにタルタルソースのサンドが販売されていた。